# NGC 184
NGC 184 là một thiên hà xoắn ốc nằm trong chòm sao Tiên Nữ. Nó được phát hiện vào ngày 23 tháng 6 năm 2019 bởi Aniket Maheshwari.